# Pierre de Longueil
Pour les articles homonymes, voir Longueil (homonymie).
Pierre de Longueil, né en 1398 à Paris et mort le 16 février 1473 au château de Varzy, est un prélat français, évêque d'Auxerre au XVe siècle.

## Famille
Le père de Pierre est Jean de Longueil, président au parlement, d'une famille "d'origine auxerroise" selon Lebeuf ; mais plutôt de Normandie où son grand-père paternel, Guillaume III, est vicomte d'Auge et seigneur d'autre fiefs de la même région.

Sa mère est Jeanne de Bouju, dame du Rancher (nièce de Jehan de Chanteprime). Ses deux parents se sont mariés à Auxerre et sont inhumés à l'église des Cordeliers.
Un de ses frères est né sur la paroisse de Saint-Mamert à Auxerre. Lui, Pierre, est né en 1397 sur la paroisse de Saint-Benoît à Paris.
D'après Lebeuf, la famille est alliée aux Chanteprime, dont Adam Chanteprime,, trésorier de France et natif d'Auxerre. Cependant Jean de Chanteprime, père de cet Adam, semble natif de Sens - ou bien il s'y est marié.

Il est aussi le neveu par son père de Richard Olivier de Longueil, que Lebeuf appelle "cardinal d'Auge" car Olivier de Longueil est aussi vicomte d'Auge après son propre père, et qui est parfois également surnommé cardinal de Coutances ou d'Eu car il a été évêque de Coutances.

## Biographie
Pierre de Longueil passe maître ès-arts en 1413. Son testament indique qu'il a été chanoine de Notre-Dame de Paris et de Coutances. Il est peut-être le Pierre de Longueil cité comme trésorier de Beauvais dans un manuscrit dijonnais de 1435.
Jean de Corbie, évêque d'Auxerre (1426-1432), le nomme son vicaire-général en 1427 ; un poste où Pierre de Corbeil se montre assidu à faire respecter l'étendue de la juridiction épiscopale. Durant son vicariat, la ville d'Auxerre le députe parfois auprès du duc de Bourgogne Philippe le Bon, notamment en 1431, 1432 et 1433.

Il devient ensuite chanoine, puis doyen d'Auxerre. Il est maintenu comme vicaire général par le nouvel évêque Laurent Pinon, nommé en 1433.
En 1443, il a le titre de conseiller et maître des requêtes de l'hôtel du duc de Bourgogne, et en 1448 il est conseiller au parlement de Paris.

### Évêché d'Auxerre
Il n'a pas ambitionné la charge, puisqu'il fonde son obit alors qu'il est doyen d'Auxerre. Mais une fois installé, il prend d'une main ferme l'administration du diocèse, exige l'application des devoirs féodaux par les seigneurs qui relèvent de son siège (à commencer par les hommages qui lui sont dus en tant qu'évêque-suzerain, voir plus bas) ; et instaure des règlements si sévères qu'il doit subséquemment revenir dessus pour les adoucir.

#### Nomination, installation
En 1449 Pierre de Longueil est nommé évêque d'Auxerre à la suite de Laurent Pinon. Le 25 mars 1449 il reçoit le serment de Louis Raguier (1401-1488), Doyen du chapitre de chanoines de la cathédrale d'Auxerre.
Le 21 février 1450 il donne quatre mandements à ses quatre plus importants vassaux pour la cérémonie de sa prise de possession : le comte d'Auxerre (qui reçoit son mandement au château de la ville), le duc de Bar (à Toucy), le seigneur de Saint-Vérain et celui de Donzy. Sa prise de possession se fait le 15 mars 1540,. Il reçoit le serment d'obéissance du nouveau doyen Louis Raguier.

#### Les hommages
Charles comte de Nevers et de Rethel ayant été le seul à suivre les règles concernant la prise de possession de l'évêque, son représentant venu pour rendre hommage pour Donzy est le seul représentant accepté, car chevalier ; tous les autres représentants venus rendre hommage, non chevaliers, sont rejetés. Lorsque Charles de Nevers revient du service du roi en Normandie, Longueil va le voir pour le complimenter de sa correction - et en profite pour recevoir l'hommage pour Varzy (acte daté du 21 septembre 1450), faisant stipuler dans l'acte qu'il fait une faveur au comte car cet hommage aurait dû être rendu à Varzy, et pour ordonner que lui soit présenté un dénombrement de sa terre. Jean, frère de Charles et son successeur au comté de Nevers, fait le même hommage que son frère pour Varzy le 24 mai 1464 ; il ne se désiste pas pour autant du procès commencé par son frère au sujet des châtellenies de Mez-le-Comte, Monceaux, Châteauneuf et Clamecy, que les comtes de Nevers revendiquent comme mouvantes de leur comté.
Il presse maintes fois Jean de Chalon seigneur de Vitteaux et de l'Isle-sous-Mont-real pour l'hommage de la terre de l'Orme dans le Morvan. Mais ce dernier atermoie tant que le 7 janvier 1460 Longueil ordonne à Étienne le Muet seigneur de Corbelin et lieutenant du bailli de Varzy, ville où l'évêque réside à ce moment-là, de "faire mettre brandons ou autre enseignements sur la tour, chastel, ville, justice et seigneurie" de l'Orme et d'en faire gouverner les revenus par un commissaire. Dans le même temps une affaire similaire le fait se confronter aux ducs de Nevers. Ces deux affaires durent jusqu'en 1471, année où Thomas de la Lande en est désigné comme rapporteur.
Il fait aussi saisir, toujours pour la même raison, des terres à Châtel-Censoir et aux environs, faute d'hommage de la part de Pierre de Beffroymont, comte de Charny et sénéchal de Bourgogne ; à la suite de quoi ce dernier obtempère, avec une procuration datée du 16 juillet 1464 pour Antoine de Montaignerot seigneur de Mont-Saint-Jean, et Guillaume Labbe son conseiller ; le premier rendant dûment foi et hommage en lieu et place du comte le 23 juillet 1464 - et pouvant ainsi récupérer les terres confisquées.

Bauffremont vend en 1465 une partie de ces terres à Jean de Ferrière, écuyer et seigneur de Ferrières, Praëles et Champlenats. Ce dernier, retenu ailleurs pour les affaires du duc de Bourbon dont il est le bailli pour le Beaujolais, mandate le 3 octobre 1470 Guillaume d'Orgières, Jean de Nuſillet et Jean Mathey, écuyers ; l'hommage pour ces terres est fait le 5 octobre 1470.

#### Problèmes avec le chapitre (1450-1458)
De graves difficultés surgissent entre lui et son chapitre, si bien que le duc de Bourgogne et le comte d'Étampes sont obligés de s'en mêler.
Il est d'abord question en 1452 du serment du nouveau doyen Thomas La Plotte, une affaire qui secoue rudement non seulement le doyen mais tout le chapitre. Peu après, vient l'affaire des décimes : le duc de Bourgogne a obtenu du pape l'autorisation pour une levée de décimes sur le clergé afin de faire la guerre aux turcs. Le chapitre d'Auxerre paie donc 35 écus d'or aux commissaires, prenant la précaution d'obtenir par écrit la garantie que ce paiement serait le seul dans ce sens. Puis arrivent les commissaires du légat d'Avignon, Martin du Breuil chanoine de Bourges et Martin de Vaux (venant du Berry), qui demandent au chapitre la même somme mais cette fois au nom du roi. Le chapitre refuse. Le 30 juin les envoyés du légat font excommunier le doyen Thomas La Plotte, le pénitencier, le sous-chantre et 18 autres chanoines. Les excommuniés, pensant que l'évêque est la cause de cette punition, rétorque à coups d'interdictions d'accepter de dîner avec l'évêque, de le servir pendant la messe, de lui préparer un siège dans l'église, de lui prêter les ornements épiscopaux et autres sanctions. Un procès est mené à Dijon. Le dernier jour d'aout, le chapitre enjoint au chanoine grand-chambrier Guillaume de Cray de reprendre de l'évêque la crosse et autres ornements épiscopaux prêtés et de lui demander ceux que l'évêque doit au chapitre,.

L'interdit de l’Église est levé avant la mi-octobre : les chanoines célèbrent le 14 octobre l'anniversaire de la dédicace de l'église, dû en juillet mais repoussé pour cause d'excommunication.
Viennent également plusieurs affaires touchant les juridictions respectives de l'évêque et du chapitre.
Longueil fait emprisonner au monastère Saint-Germain le chanoine Guillaume Chevalier pour délit commis sur la justice du monastère, l'évêque revendiquant Chevalier comme son domestique et familier. Mais le chapitre exige que Chevalier soit rendu à ses officiers.
Il y a aussi la question de l'héritage du curé de Lindry, mort récemment sans héritiers, et de qui, chapitre ou évêque, doit récupérer la succession pour son compte.
En été 1458, Longueil (qui a eu un grand nombre de procès depuis son arrivée à Auxerre, pas seulement avec le chapitre) déclare n'avoir plus aucun procès avec ce dernier et que tout est accordé. Il choisit cependant une période d'absence du doyen, début novembre, pour visiter le chapitre et lui demander de modérer pendant sa vie la redevance annuelle due par l'évêque au chapitre, car ses revenus à lui aussi ont beaucoup diminué avec les guerres récentes. En retour il promet de ne pas demander de droit de procuration pour la visite des cures possédées par les chanoines ; le chapitre lui accorde une baisse de redevance, qui passe de 114 livres à 95 livres. La question de juridiction sur Guillaume Chevalier est résolue à la même occasion, les deux parties déclarant que les réquisitoires à ce sujet sont nuls et non avenus. Longueil abandonne aussi sa revendication de l'héritage du curé de Lindry, et l'accord sur ces points est passé le 8 novembre 1458. Le chapitre touche 20 livres de la vente des biens du curé de Lindry.
Subséquemment, la même année le doyen Thomas La Plotte accepte de prêter serment à l'évêque ; le serment est confirmé au parlement.

#### Problèmes avec le chapitre (1462-1465)
Le chanoine Guy le Cuiotier, propriétaire d'une maison claustrale, y fait emprisonner en novembre 1462 Albert Dauvron, prêtre et notaire de la cour spirituelle de l'évêché, qui y reçoit le testament d'un clerc habitant le même maison. Longueil attaque le chapitre sur l'étendue de leur juridiction. Mais le chapitre produit des exemples récents de l'exercice de cette juridiction et des sentences obtenues du temps de Michel de Creney (1390-1409) et de Philippe des Essarts (1410-1426), prouvant que les notaires de l'évêque ne peuvent exercer dans les maisons canoniales, et obtient gain de cause à la cour des requêtes du palais le 2 juillet 1465.
Longueil se heurte de nouveau au chapitre après que celui-ci ait envoyé à l'official d'Autun des lettres rogatoires et citatoires contre leur sujet et justiciable, un prêtre chanoine tortrier du nom de Quillaud demeurant à Beaune ; l'official - un officier de l'évêque - a fait exécuter ces lettres. L'évêque soutient alors qu'en cela le chapitre agit contrairement à un accord, qu'il dit avoir été passé entre le chapitre et l'évêque précédents quelque 60 ans auparavant, selon lequel le chapitre s'engageait à ne pas envoyer de lettres citatoires et rogatoires à aucun évêque pour faire comparaître devant eux ceux qui sont absents. Mais cet accord ne peut être trouvé dans les archives du chapitre.
À ce stade Longueil commence peut-être à se fatiguer de se confronter à un chapitre aussi têtu et, semble-t-il au vu des résultats, mieux armé que lui (ou/et moins prône aux abus de pouvoir ?) quant aux procédures sur les prérogatives respectives des uns et des autres. En tout cas c'est le dernier procès de Longueil avec le chapitre d'Auxerre. En 1466 il lui fait un don considérable de reliques provenant de Saints (voir section "Reliques" plus bas).

#### Problèmes avec les habitants d'Auxerre
Pierre de Longueil a aussi des différends avec la communauté des habitants d'Auxerre. Ils lui reprochent en premier lieu sa sévérité : il met à l'amende pécuniaire (en sus d'excommunication) les paroissiens s'adonnant aux jeux de hasard, ceux qui n'assistent pas aux messes dominicales et aux fêtes religieuses dites "d'obligation", ceux qui blasphèment (ces derniers doivent payer 20 sols tournois)... Les Auxerrois sont fort rebutés. Ils tiennent plusieurs assemblées à ce sujet, consultent à Sens et ailleurs, envoient une députation au roi à Ganes - sans résultat ; l'affaire est plaidée à Villeneuve-le-Roy, puis l'évêque demande qu'elle soit renvoyée aux requêtes de Paris. Un appel au parlement lui est signifié alors qu'il réside à Varzy (ce qui laisse supposer que la cour de Villeneuve-le-Roy lui a donné raison) ; mais on ne sait pas comment cette affaire s'est terminée.

#### Visites des bénéfices: problèmes avec Saint-Eusèbe et Andryes
Assidu à la visite des cures et établissements monastiques, Longueil ne rencontre de difficultés qu'avec les prieurés.
Pierre d'Oroüer prieur de Saint-Eusèbe d'Auxerre, prétend que son prieuré, dépendant de Molesmes, a été exempté par l'évêque Hugues de Mâcon en 1137 de toute exaction (droit de visite, donc procuration subséquente et tout autre subside caritatif) de la part des évêques, doyens et archidiacres pour la raison que l'établissement n'a aucune charge d'âmes. Longueil de son côté, soutient que ses prédécesseurs y ont fait visite et en ont obtenu tous les droits usuels.

L'affaire est portée devant le bailli d'Auxerre ; mais alors que le cas y est à l'étude, les parties prennent pour arbitre Albert de la Châſſe abbé de Vézelay fin janvier 1454. Ce dernier déclare qu'il a visité Saint-Gervais annuellement sans recevoir d'autre droit que celui de la procuration, et que le prieur de Saint-Gervais peut être imposé du subside caritatif de la visite de l'évêque. Il condamne le prieur à 100 sols d'amende pour tout ce que l'évêque peut alors demander. Le 26 juin 1454 les parties acceptent ce compromis.
Jean de Chaluz, du prieuré d'Andryes, refuse de lui donner la procuration habituellement issue en argent ou en repas après une visite de l'église paroissiale. Mais la cour des requêtes du palais le condamne à payer cette procuration, sentence confirmée par le parlement le 8 mars 1465.

#### Panthénor (Bethléem-lès-Clamecy)
Se basant sur une décision de 1211, Pierre de Longueil soutient que l'hôpital de Bethléem à Clamecy est de son diocèse et non de celui d'Autun.

#### Reliques, reliquaire et future sépulture
Au début de l'été 1466 il visite l'église paroissiale de Saints-en-Puisaye en présence du curé de l'église, Jean Robineau, et procède à une translation des nombreuses reliques des compagnons de saint Prix dont il ramène des ossements à Auxerre. Il en donne plusieurs au chapitre d'Auxerre, à qui il fait présenter les ossements par Jean Mauvoisin le 5 juin 1466.

Le 6 mai 1469 il vient lui-même au chapitre donner un reliquaire en argent soutenant une boite en or qui contient un morceau d'os du bras de Saint-Pierre. Cette relique lui serait venue par son parent le cardinal d'Auge Richard Olivier de Longueil. Il profite de cette occasion pour demander aux chanoines de lui réserver la tombe préparée pour un de ses prédécesseurs Ferric Cassinel (évêque d'Auxerre 1382-1390), muté à l'archiépiscopat de Reims et enterré à Reims.

#### Autres
En 1455, le chapitre de la cathédrale lui présente une de leurs difficultés : l'évêque Guy de Mello (1247-1269) a fondé 12 chanoines : six pour Saint-Jean-le-Rond et six pour la chapelle Saint-Michel. Or les trois dernières guerres ont fait fondre leurs revenus presque entièrement, ainsi que ceux des deux bénéficiers dans chacune de ces deux chapelles ; ces seize vicairies sont alors remplies par un petit nombre de simples tonsurés trop désargentés pour suivre le processus judiciaire afin de récupérer leurs biens. Le chapitre souhaite donc réunir le tout à la mense capitulaire, moyennant quoi le chapitre se chargerait des messes et prendrait en charge ces chanoines démunis. Le 9 août 1455 Longueil acquiesce, se privant du droit de pourvoi de ces charges ; il prescrit aussi dans le même document un supplément aux anciennes fondations de l'office quotidien de Saint-Michel et Saint-Jean, recommande des processions ordinaires dans ces deux chapelles et de maintenir dans le bas chœur un clergé qui les représente. Cette charte est approuvée le 12 mai 1456 par l'évêque métropolitain pour Auxerre, l'archevêque de Sens Louis de Melun.
En 1456, il réunit le revenu de l'église paroissiale de Neuvoy à la fabrique de l'église collégiale de Gien, un mouvement approuvé par les chanoines de Saint-Étienne d'Auxerre le 3 novembre 1456. Aux chanoines de l'église collégiale d'Appoigny il donne le 4 juillet 1458 des lettres d'amortissement concernant les fondations de prières et autres héritages acquis dans sa justice.
En 1466, Antoine de Chabannes, principal accusateur de Jacques Cœur et grâce à cela baron de Toucy et seigneur de Saint-Fargeau et de Puisaye, veut fonder un chapitre de six chanoines à l'église de Saint-Fargeau ; mais il veut aussi que les présentations de ces chanoines relèvent des seigneurs du lieu, donc de lui-même et de ses successeurs. Longueil accepte le 15 juin 1466, avec les deux conditions que la paroisse ne soit pas moins bien desservie, et que les droits de l'évêque, de l'archidiacre et de l'archiprêtre soient respectés. Cette fondation n'est effectuée qu'en 1472, avec un doyen à la tête de ce chapitre. Longueil lui annexe l'hôpital de Saint-Fargeau (et donc les revenus d'icelui) le 20 juillet 1472 et leur donne un cahier de statuts le 24 du même mois.
En 1469, il crée trois procureurs fabriciens pour la paroisse de Gouaix, dont les biens temporels dépérissent.

### Décès
Pierre de Longueil, qui a pris en affection le château de Varzy, en fait son lieu de résidence principal vers la fin de sa vie - peut-être à cause des troubles dans l'Auxerrois,. Il y est mort le 16 février 1473 à 10 heures du matin. Il a probablement été enterré dans l'église Sainte-Eugénie de Varzy comme il avait demandé à l'être provisoirement, avant que sa sépulture puisse être transportée à la cathédrale Saint-Étienne d'Auxerre.